# Václav Nešpor
Václav Nešpor (20. července 1883 Velký Týnec – 9. září 1973 Olomouc) byl český profesor, historik a archivář olomouckého archivu.
V roce 1903 vystudoval Slovanské gymnázium v Praze, poté pokračoval ve studiích na Univerzitě Karlově v oborech pedagogiky, slavistiky a germanistiky. Nějakou dobu strávil také na univerzitě ve Vidni jako stipendista. Svá studia ukončil v roce 1907 a poté se stal učitelem na gymnáziu.
Od roku 1920 žil v Olomouci, kde o čtyři roky začal kromě středoškolského profesora pracovat ještě také jako archivář. Stal se nástupem německého archiváře a historika Johanna Kuxe, od něhož olomoucký městský archiv do své správy převzal. V roce 1936 vydal historickou monografii Dějiny města Olomouce, která se snažila zdůraznit český národní prvek v rozvoji města, majícího až do roku 1918 německou národnostní většinu. Ve třicátých letech sepsal Nešpor studii o dějinách olomouckého orloje, věnoval se také dějinám elektrifikace a plynofikace města.
Nešporovým vyzyvatelem byl právě archivář a historik Johann Kux, který o dějinách města psal z německého úhlu pohledu. Po jeho smrti však Nešpor i po okupaci Československa připravil k vydání některá z Kuxových děl.
Po roce 1945 se Nešpor vrátil zpět do olomouckého archivu, kde působil ještě dva roky. Rovněž byl po tuto dobu i ředitelem Městské galerie Olomouc. Po odchodu do penze se nicméně i nadále věnoval historiografické tvorbě a vydal řadu studií a monografií, týkajících se Olomouce a regionu.